# Костяшов, Юрий Владимирович
Юрий Владимирович Костяшов (род. 1955, Юрга, Кемеровская область) — советский и российский историк, доктор исторических наук (1999), профессор (2002).

## Биография
В 1977 г. окончил Московский государственный университет им. М. В. Ломоносова по специальности «История». С 1981 г. работает на кафедре всеобщей истории Калининградского государственного университета, заведовал кафедрой в 1984—1992 гг. Вёл курсы по истории южных и западных славян, истории культуры, истории Польши, различные спецдисциплины. В настоящее время — профессор кафедры истории Института гуманитарных наук Балтийского федерального университета им. И. Канта.
В конце 1980-х стал председателем Калининградского отделения Ассоциации молодых историков, в 1988 г. — председателем Ассоциации устной истории на историческом факультете КГУ, объединившей молодых преподавателей, выпускников и студентов.

## Научная деятельность
Защитил кандидатскую диссертацию в 1982 г. («Социально-экономическое и политическое развитие сербских земель под властью Австрии в первой половине XVIII в.»), докторскую — в 1998 г. («Сербы в Австрийской монархии в XVIII веке»). Доцент (1986), профессор (2002).
Основные направления исследований: история Сербии, история Восточной Пруссии, русско-немецкие связи, история Калининградской области.
В 1988—1991 г. коллектив историков под его руководством изучал историю первых лет Калининградской области по методике устной истории. Результатом работы стала книга, написанная на основе интервью с первыми переселенцами, — «Восточная Пруссия глазами советских переселенцев», издать которую на русском языке удалось только в 2002 г.; немецкое и польское издания вышли в 1999 и 2000 г. соответственно.
Подготовил более пяти кандидатов наук.
Автор более 200 научных публикаций, часть из которых опубликована в Германии, Литве, Польше, Сербии, Швеции, Японии.

### Избранные труды
- Клемешев А. П., Костяшов Ю. В., Фёдоров Г. М. История западной России : учебник : 10-11 классы. — М.: ОЛМА Медиа Групп : Рос. гос. ун-т, 2007. — 367 с. — 10 000 экз. — ISBN 978-5-373-01303-1.
- Клемешев А. П., Костяшов Ю. В., Фёдоров Г. М. История западной России : Калининградская область : учебное пособие для школьников. 10-11 классы. — М.: ОЛМА Медиа Групп : Рос. гос. ун-т, 2007. — 350 с. — ISBN 978-5-373-00926-3.
- Костяшов Ю. В. Изгнание прусского духа: как формировалось историческое сознание населения Калининградской области в послевоенные годы. — Изд-во Калинингр. ун-та, 2003. — 161 с. — (Терра Балтика).
- Костяшов Ю. В. Секретная история Калининградской области: очерки 1945—1956 гг. — Терра Балтика, 2009. — 351 с. — ISBN 5987770289. ISBN 9785987770283
- Костяшов Ю. В. Повседневность послевоенной деревни. Из истории переселенческих колхозов Калининградской области 1946—1953 гг. — М.: Политическая энциклопедия, 2015. — 263 с. — ISBN 978-5-8243-1963-7 («История сталинизма»).
- Костяшов Ю. В. Сербы в Австрийской монархии в XVIII веке. — Калининград, 1997. — 220 с. — ISBN 5-88874-064-0.
- Костяшов Ю. В. Сербы в австрийской монархии в XVIII веке : Автореф. дис. … д-ра ист. наук. — М., 1998. — 33 с.
- Костяшов Ю. В. Социально-экономическое и политическое развитие сербских земель под властью Австрии в первой половине XVIII в. : Автореф. дис. … канд. ист. наук. — М., 1981. — 22 с.
- Костяшов Ю. В., Кретинин Г. В. Петровское начало : Кенигсберг. ун-т и рос. просвещение в XVIII веке. — Калининград: Янтар. сказ, 1999. — 144 с. — 3000 экз. — ISBN 5-7406-0232-7.
- Костяшов Ю. В., Кретинин Г. В. Россияне в Восточной Пруссии : [В 2 ч.]. — Калининград: Янтар. сказ, 2001. — 2700 экз. — ISBN 5-7706-0435-4.
  - Ч. 1: Биографический словарь. — 269 с.
  - Ч. 2: Дневники, письма, записки, воспоминания. — 255 с.
- Костяшов Ю. В., Кузнецов А. А., Сергеев В. В., Чумаков А. Д. Восточный вопрос в международных отношениях во второй половине XVIII — начале XX в. : Учеб. пособие : [Для студентов ист. фак. и преп. истории спец. учеб. заведений]. — Калининград: Калинингр. ун-т, 1997. — 106 с. — 150 экз. — ISBN 5-88874-047-0.
- Костяшов Ю. В. и др. История западной России : Калининградская область : учебно-методическое пособие для учителей : 10-11 классы. — М.: ОЛМА Медиа Групп, 2007. — 317 с. — 300 экз. — ISBN 978-5-373-01113-6.
- Очерки истории Восточной Пруссии : Гл. 4, 5, 14. — Калининград: Янтарный сказ, 2002. — 536 с. (в соавт. с Г. В. Кретининым, В. В. Сергеевым, В. И. Гальцовым и др.)

- Выселение немцев из Калининградской области в послевоенные годы // Вопросы истории. — 1994. — № 6. — С. 186—188.
- Секретные документы отдела спецпоселений МВД СССР о заселении Калининградской области в 1946 г. // Проблемы источниковедения и историографии / Калинингр. ун-т. — Калининград, 1999. — С. 64—67.
- Первый русский консул в Кёнигсберге // Новая и Новейшая история. — 2002. — № 1. — С. 219—223.
- Кто спас от разрушения усыпальницу И. Канта? // Кантовский сборник. — Калининград: Изд-во КГУ, 2003.
- На колхозном собрании. Штрихи к истории заселения Калининградской области в 1946 году // Вопросы истории. — 2003. — № 9. — С. 132—138.
- Информаторы ЦК ВКП(б) о положении в Калининградской области в 1946—1948 гг. // Калининградской области — 60: этапы истории, проблемы развития: Сб. ст. / Отв. ред. В. Н. Маслов. — Калининград, 2006. — 256 с. — 500 экз. — ISBN 5-902935-02-4.
- Советский Союз на Кёнигсбергской ярмарке 1940 года // Вестник Российского государственного университета им. И. Канта. — 2006. — № 6. — С. 27—36.
- Калининградская область в 1947—1948 гг. и планы её развития // Вопросы истории. — 2008. — № 4. — С. 105—114.
- Сталин и Калининградская область: попытка исторической реконструкции // Antrojo pasaulinio karo pabaiga Rytų Prūsijoje: faktai ir istorinės įžvalgos. — Klaipeda, 2009. — S. 57—70. (=Acta Historica Universitatis Klaipedensis. — Vol. 18)
- Российские рабочие в Восточной Пруссии в конце XIX — начале XX века // Вестник Российского государственного университета им. И. Канта. — 2010. — № 6. — С. 149—155.
- Русские на Восточной ярмарке в Кёнигсберге // Слово.ру: Балтийский акцент. — 2011. — № 3—4. — С. 170—184.
- Генерал Иван Хорват — сербский авантюрист на русской службе (вторая половина XVIII века) // Славяноведение. — 2012. — № 2. — С. 34—41.
- Об учреждении и начальном этапе деятельности советского консульства в Кёнигсберге (1923—1925 гг.) // Балтийский регион. — 2012. — № 2. — С. 58—68.
- Переселенческие колхозы в 1946—1953 годах: картины сельской жизни // Вестник Балтийского федерального университета им. И. Канта. — 2012. — № 6. — С. 130—143.
- Восточная Пруссия из окна вагона курьерского поезда // Слово.ру: Балтийский акцент. — 2012. — № 1. — С. 103—114.
- Идеологические кампании периода позднего сталинизма в колхозах Калининградской области: история повседневности // Вестник Балтийского федерального университета им. И. Канта. — 2012. — № 12. — С. 75—84.

Публицистика
- Как я был наблюдателем на выборах 4 марта (2012) (недоступная ссылка)

## Награды и признание
- нагрудный знак «Почётный работник высшего профессионального образования Российской Федерации» (2004).